# Zoom (revue)
Pour les articles homonymes, voir Zoom (homonymie).
Zoom est une revue disparue de petit format de l'éditeur Jeunesse et Vacances qui a 19 numéros d'août 1967 à février 1969.
On y retrouve notamment Davy Crockett dont certains épisodes sont dessinés par Jack Kirby, ainsi que le premier épisode de Junior dont la suite est parue dans la revue Super J.

## Les séries
- Davy Crockett (France Herron & Jim McArdle, Jack Kirby)
- Grand prix
- Junior (Luigi Grecchi & Loredano Ugolini, F. Corbella)
- Le Prince des Brumes (Farinas & Beaumont)
- Les 4 As (Roger Lécureux & Roland Garel)
- Orlando le prince des ténèbres (Carlo Ambrosini)
- Robin des Bois
- Wobi l'éclaireur